# Umar ibn Abi Rabía
Umar ibn Abi Rabía (arab betűkkel عمر بن أبي ربيعة – ʿUmar ibn Abī Rabīʿa), eredeti nevén Umar ibn Abdalláh ibn Abi Rabía (644? – 712 vagy 721) arab költő, aki elsősorban a szerelmi költészet (gazal) úttörőjeként ismert. 
Személyéről alig tudunk valami bizonyosat, azon túl, hogy előkelő mekkai kurajsita családból származott, és a Mohamed próféta ellen harcoló Abu Dzsahl egyik unokaöccse volt. Felmenői Jemenben és Baszra városában hivatalnokoskodtak. Születési dátuma nem biztos, bár egyes utalásokból arra lehet következtetni, hogy Umar ibn al-Hattáb, a második kalifa halálának napján jött a világra. Életútja is rekonstruálhatatlan; költeményeiben számos Mekka és Medina környéki helyre tesz utalást, ez azonban nem feltétlenül jelenti azt, hogy bejárta volna a Hidzsázt, hiszen az sem biztos, hogy a versbeli én ő maga lett volna. Egy legendás történet szerint a szerelmi költészet másik, ún. udzrita irányzatának egyik kimagasló alakjával, Dzsamíllal is találkozott. A hagyomány szerint ifjúkori tévelygéseit megbánva élete második felét az iszlámnak szentelte. Halálának időpontját illetően is eltérő adatokat őriztek meg az életrajzírók.

## Költészete
Költészetét az ún. hidzsázi gazal kategóriájába szokás sorolni, melynek legkiemelkedőbb alkotója volt. Erre a műfajra a könnyed, ledér hangvétel jellemző; a szerző különböző szerelmi kalandokról énekel, amelyek más-más – nem egyszer a zarándoklat miatt Mekkába érkező – hölgyekhez fűzték őt. A költészetből hiányzik a komoly drámaiság: a legfenyegetőbb veszély a szakítás, ami a kapcsolatok kifejezetten testi volta miatt nem jár tartós érzelmi következményekkel. A versek alapvetően éneklési célokra készültek – Umarról tudjuk, hogy jó barátja volt több neves korabeli dalnok, aminek nagy szerepe volt verseinek gyors elterjedésében.
Ibn Abi Rabía dívánja a műfaj legterjedelmesebb gyűjteménye, 333 egész verset és 109 töredéket tartalmaz. Ezek között a szerelmi költemények mellett néhány hagyományos stílusú törzsi dicsvers (mufáhara) és egy gyászdal (marszija) is szerepel. Teljes költészetének részletes elemzése még várat magára, eddig elsősorban francia Claude Audebert vizsgálta életművének egyes elemeit.